# شویژووا روسکا
شویژووا روسکا (به لهستانی:  Świerzowa Ruska) یک روستا در لهستان است که در گمینا کرمپنا واقع شده‌است.